# Calendrier bouddhiste
Le calendrier bouddhique est un calendrier utilisé en Asie du Sud-Est (essentiellement la Thaïlande, le Cambodge, le Laos et la Birmanie) et au Sri Lanka. C'est un calendrier luni-solaire fondé sur le traité d'astronomie Surya Siddhanta qui date du IIIe siècle. Sa date de départ (année 1) est le parinirvâna du Bouddha, fixé à 543 av. J.-C., soit -542 en notation algébrique des années.
L'année 2025 du calendrier grégorien correspond à l'année 2565 du calendrier bouddhique (commençant en avril).